# 바버라 랭
바버라 랭(Barbara Lang, 1928년 3월 2일 ~ 1982년 7월 22일)은 미국의 배우, 모델, 가수이다.